# Opalenica
Opalenica (niem. Opalenitz, 1943-1945 Oppenbach) – miasto w woj. wielkopolskim, w powiecie nowotomyskim, siedziba gminy miejsko-wiejskiej Opalenica. Położone nad rzeką Mogilnicą, 40 km na zachód od Poznania.
Prywatne miasto szlacheckie, własność kasztelana rogozińskiego Jana Opalińskiego, około 1580 roku leżało w powiecie kościańskim województwa poznańskiego. W latach 1975–1998 miasto administracyjnie należało do woj. poznańskiego, w Pojezierzu Wielkopolskim. Miasto pierwszego polskiego motocykla.
Według danych GUS z 30 czerwca 2021, miasto liczyło 9520 mieszkańców.
Prawa miejskie uzyskała około 1400 r. W mieście znajduje się liceum ogólnokształcące i szkoła zawodowa, poza tym jest ośrodkiem usługowym dla rolnictwa oraz siedzibą cukrowni Opalenica. W pobliżu Opalenicy eksploatowany jest na lokalne potrzeby gaz ziemny.

## Herb
Opalenica pieczętuje się herbem wyobrażającym w polu srebrnym (białym) zielony pęd róży z trzema czerwonymi kwiatami, na który nałożony jest żółty (złoty) klucz w pas. Wizerunek herbowy pochodzi z siedemnastego stulecia – 1616 rok. Herb został ustalony w statucie Gminy z dnia 6 grudnia 2002.

## Historia

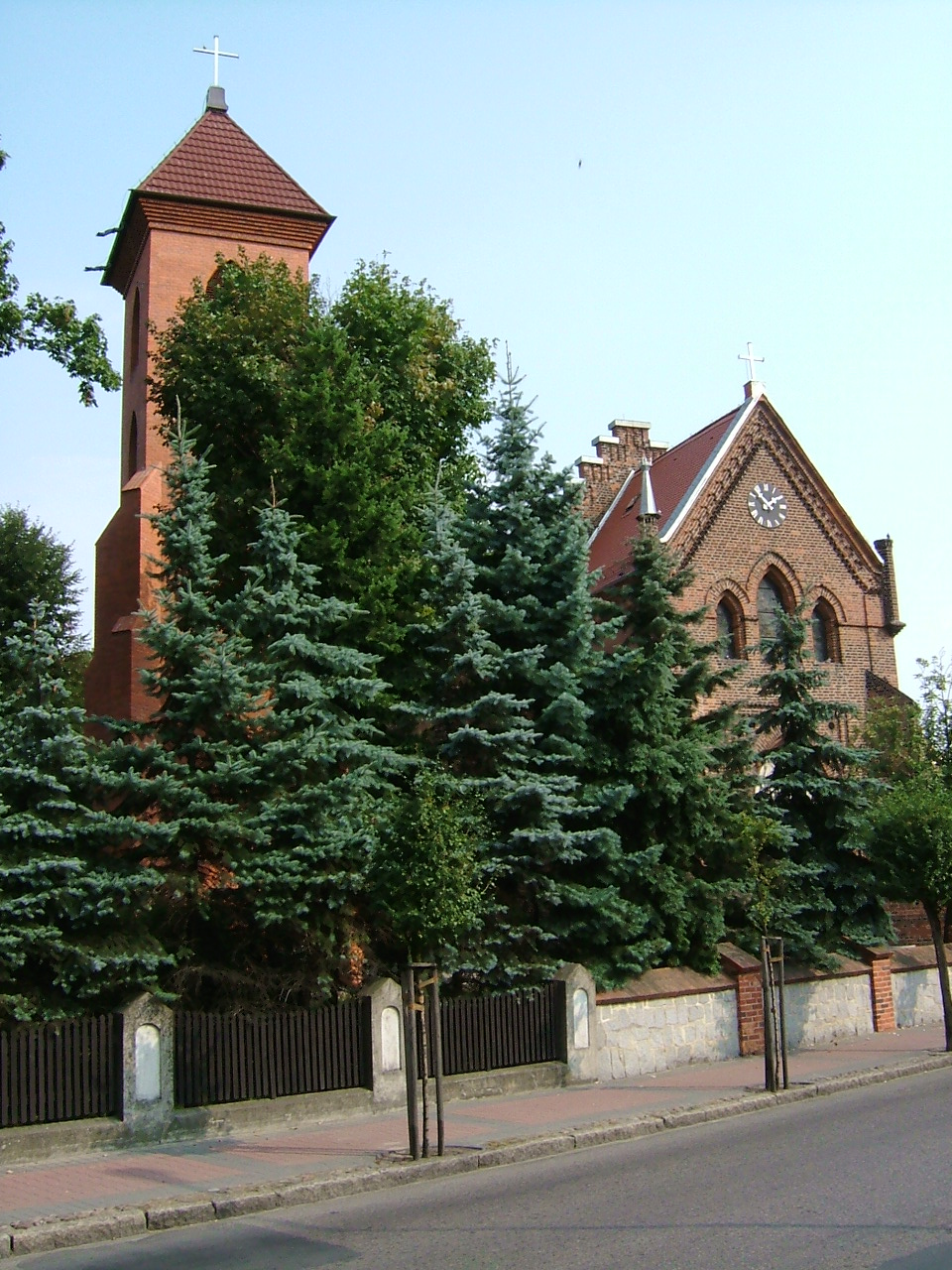
Zachodnia elewacja gotyckiego kościoła św. Mateusza ze stojącą obok dzwonnicą

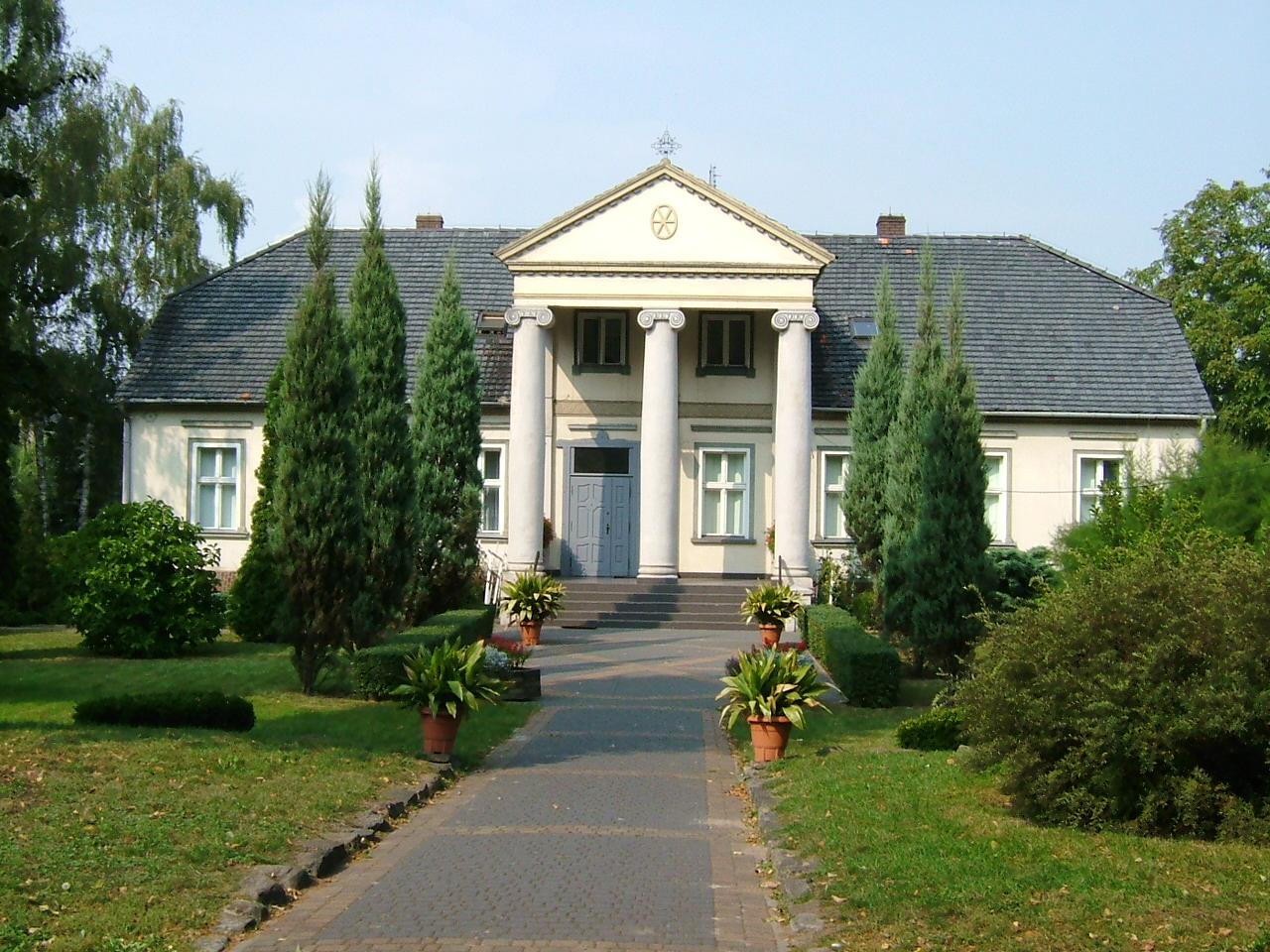
Neoklasycystyczna plebania w Opalenicy

Pierwsza wzmianka o Opalenicy – w dokumencie wystawionym przez Władysława Jagiełłę – pochodzi z roku 1393. Miejscowość, określona jeszcze jako wieś, została wówczas przez króla wykupiona z zastawu i darowana jej wcześniejszemu właścicielowi, o imieniu Ticza (czyli Dietrich lub Thietmar) Bar (nazwisko to występuje w dokumentach również w pisowni Ber, Baer i Beer). Lokowanie na prawie magdeburskim musiało odbyć się między 1399 (kiedy była wzmiankowana jako wieś) a 1401 rokiem, kiedy to w mieście Opalenica ufundowano kościół św. Mateusza, ale nie zachował się dokument lokacyjny. Historycy odnotowali dokument z 1404 roku, który nie zachował się do dziś, nadający miastu postrzygalnię, jatkę mięsną, 2 piekarnie, 2 mydlarnie, oraz 2 kramy sukiennicze. W dokumencie z 1405 roku wymieniony jest opalenicki wójt.
W latach 1405–1435 miejscowość jako zastaw trafiła w ręce Stęszewskich herbu Łodzia, a następnie stała się w latach 1435–1450 własnością Szamotulskich. W 1445 roku miasto przeszło na własność biskupa poznańskiego Andrzeja z Bnina, herbu Łodzia, który wkrótce przekazał je swemu kuzynowi, kasztelanowi santockiemu Piotrowi z Bnina i Opalenicy. W 1453 roku Piotr jako pierwszy przyjął nazwisko Opaleński, wkrótce zmienione na Opaliński i w rękach jego potomków Opalenica pozostała przez trzy wieki, aż do śmierci Leona Wojciecha Opalińskiego w roku 1775.
Opalińscy posiadali zamek położony poza miastem, nad brzegiem rzeki Mogilnicy, połączonej kanałem z fosą otaczającą budowlę. Zameczek ten odnotowany został po raz pierwszy w 1445 roku. W XV wieku miasto było niewielkie. W 1458 roku miasto wystawiło jedynie 1 żołnierza na wyprawę na Malbork w czasie wojny trzynastoletniej z zakonem krzyżackim.
W 1539 roku król polski Zygmunt Stary wystawił miasteczku przywilej na organizację 3 jarmarków rocznie oraz cotygodniowy targ co nie przyczyniło się jednak do znacznego rozwoju miasta. Miejscowość odnotowana została w historycznych dokumentach podatkowych. W 1580 roku mieszkańcy płacili podatki od 40 domów, 3 włók miejskich oraz 4 piekarni. Odprowadzało je także 6 zagrodników oraz 6 rzemieślników.
Na zlecenie Anny Opalińskiej w 1585 roku Mateusz Kossior wykonał dla Opalenicy tryptyk ołtarzowy, z którego zachowały się współcześnie tylko predella w Muzeum Archidiecezjalnym w Poznaniu.
W 1607 roku w mieście odnotowana została miejscowa szkoła, łaźnia oraz cegielnia. W 1627 roku miasto dotknęła epidemia zarazy. W 1646 roku król polski Władysław IV odnowił przywilej na organizację targu oraz jarmarków, ale miejscowość w dalszym ciągu miała charakter rolniczy. W 1641 roku odnotowany został płóciennik, kowal i bednarz, a w 1662 roku kuśnierz.
W XVIII wieku miasto nawiedziła kolejna zaraza (1708) oraz pożary. W największym datowanym na 1731 w mieście spłonęły 42 domy, plebania oraz szpital odnotowany po raz pierwszy w 1595 roku. W 1747 roku powstał miejski cech krawców.

### Czasy rozbiorów

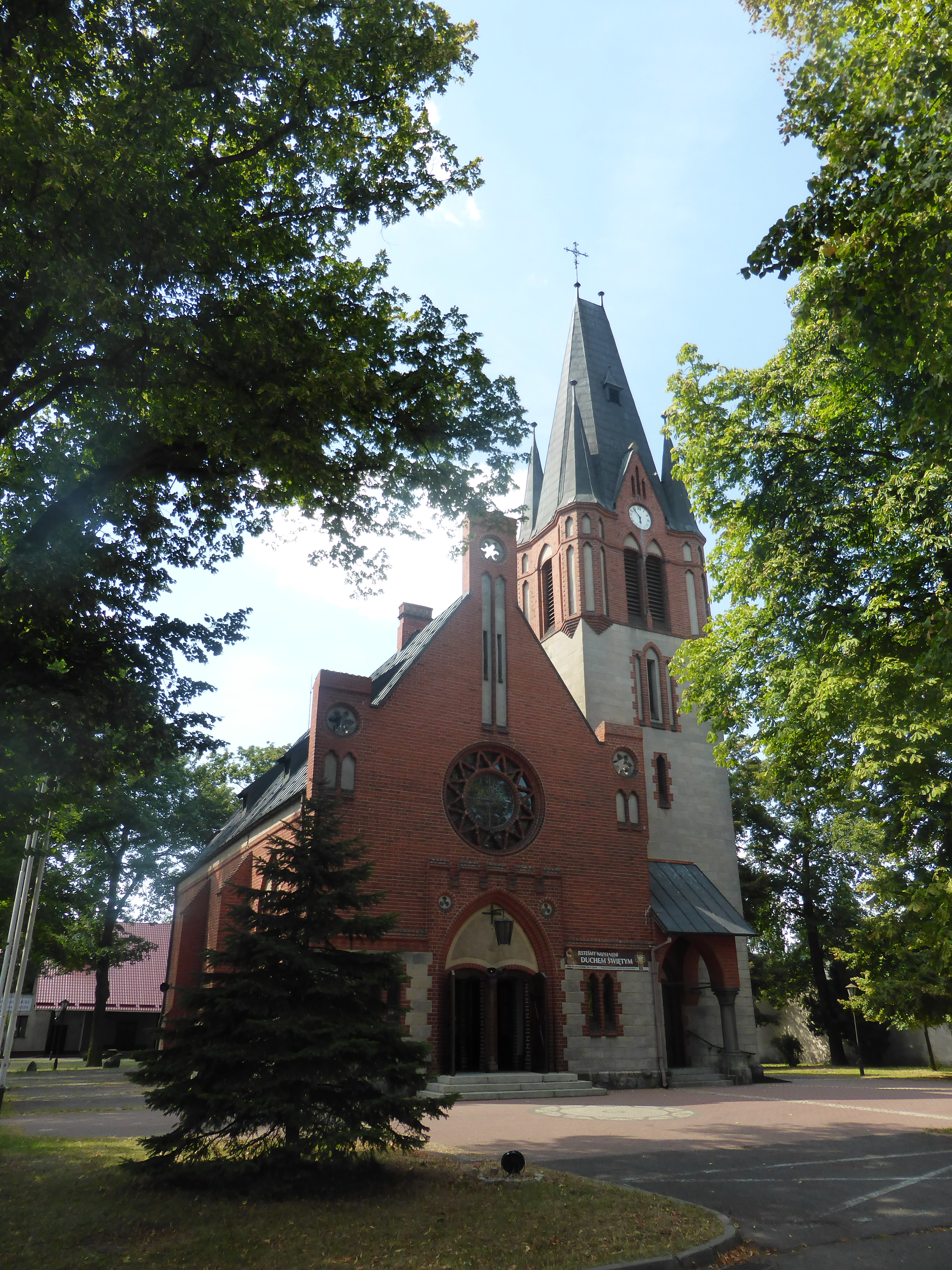
Poewangelicki kościół Świętego Józefa

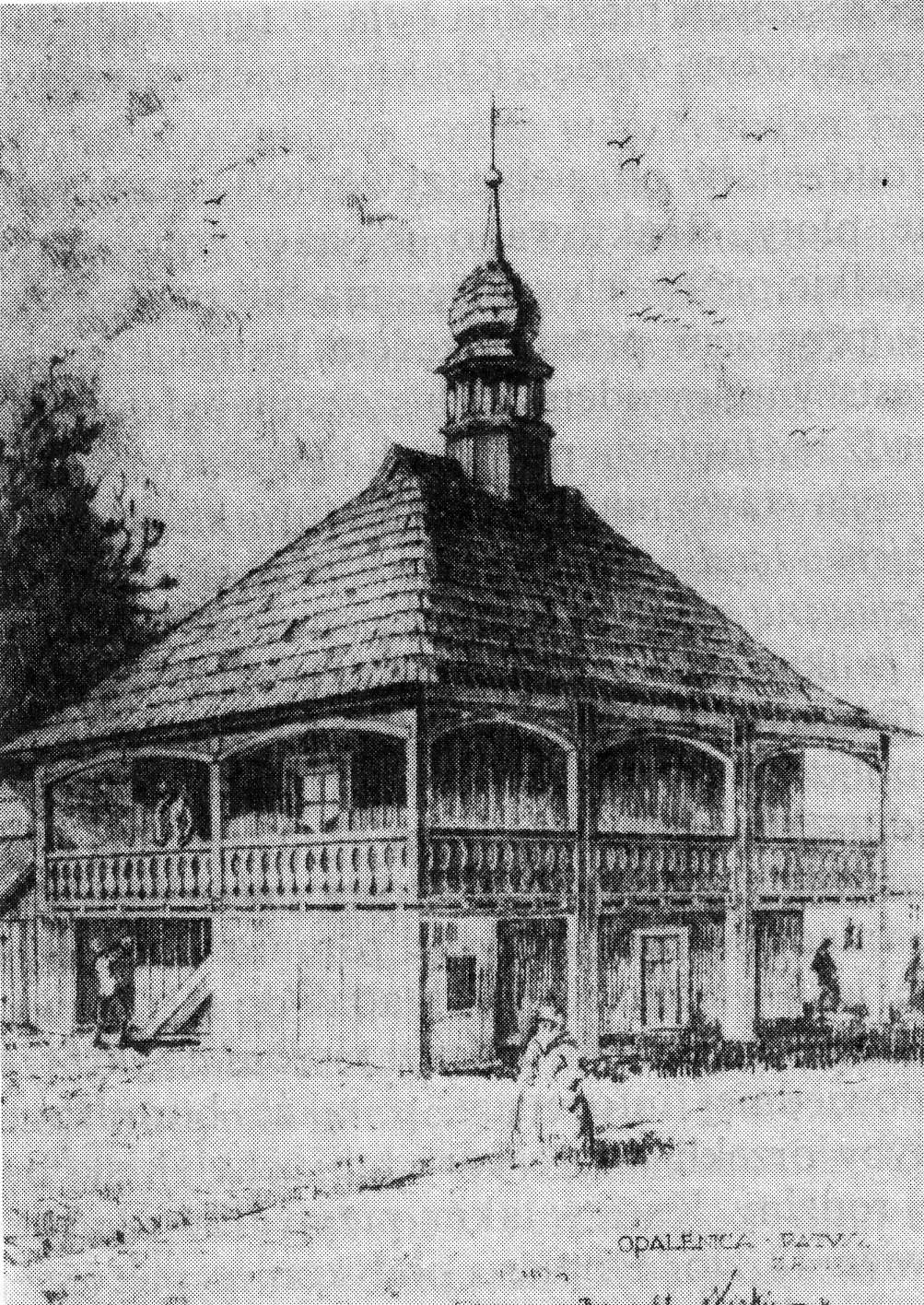
Nieistniejący już ratusz drewniany w Opalenicy (XIX w.)

W 1793 roku w wyniku II rozbioru Polski Opalenica znalazła się pod zaborem pruskim. W 1800 roku miasto liczyło 775 mieszkańców. Po zwycięskim dla Polaków drugim powstaniu wielkopolskim jakie odbyło się w 1806 roku miasto w latach 1807–1815 znalazło się w departamencie poznańskim w granicach Księstwa Warszawskiego. W 1810 roku liczba mieszkańców wzrosła do 847 mieszkających w 139 domach.
Od 1815 roku decyzją kongresu wiedeńskiego dokonano podziału Księstwa Warszawskiego i Wielkopolska ponownie weszła w skład Królestwa Prus jako Wielkie Księstwo Poznańskie, a później Prowincja Poznańska. W 1816 roku miasto liczyło 828 osób. Zamek Opalińskich, który popadł w ruinę, na polecenie władz pruskich został rozebrany, a fosa zasypana gruzem. W ramach polityki germanizacyjnej w epoce Kulturkampfu władze niemieckie wybudowały szkołę ewangelicką i zbór, aby w ten sposób przyciągnąć tu kolonistów niemieckich. Nazwą miasta w tym okresie była Opalenitz. Bardziej polsko brzmiąca nazwa (używana przez Polaków oraz w niektórych źródłach) to Opalenitza.
Ważnym wydarzeniem było otwarcie 26 czerwca 1870 roku Kolei Marchijsko-Poznańskiej (Poznań-Zbąszyń – Gubin z odgałęzieniem do Frankfurtu nad Odrą). Sieć kolejową rozbudowano w 1881 roku, kiedy to oddano do użytku linię kolejową do Grodziska Wielkopolskiego. W 1884 roku powstała cukrownia. Natomiast w 1886 roku otwarto Opalenicką Kolej Wąskotorową (Najstarszą kolej wąskotorową w Wielkopolsce). 14 września 1896 roku na dworcu kolejowym doszło do incydentu, który odbił się echem w parlamencie Rzeszy Niemieckiej. Tłum wiernych zgromadził się tam z orkiestrą i chorągiewkami, aby powitać abpa poznańskiego Floriana Stablewskiego, wracającego z wizytacji parafii w Wielichowie. Komisarz policji Carnap potraktował tę demonstrację jako antyniemiecką i zaczął znieważać słownie zgromadzonych Polaków, aresztując czternastu uczestników powitania, którzy zostali postawieni przed sądem. Pięć lat później arcybiskup przybył na obchody 500-lecia Opalenicy.
W 1912 roku ludność miasta wynosiła 3529 mieszkańców.

### Okres międzywojenny
Od 27 grudnia 1918 roku Opalenica znalazła się w zasięgu powstania wielkopolskiego. 2 stycznia 1919 roku w mieście zorganizowano oddziały powstańcze, które pod dowództwem Edmunda Klemczaka wyruszyły do walki o wyzwolenie Zbąszynia. Oddział walczył aż do rozejmu, a w trakcie walk poległo 6 powstańców, wśród których pierwszym był Antoni Kozak, którego imieniem nazwano jedną z ulic w mieście. W okresie międzywojennym Opalenica należała do Polski. 14 maja 1922 roku przy cmentarzu parafialnym odsłonięto pierwszy w Polsce pomnik powstańców wielkopolskich.

### II wojna światowa
W czasie kampanii wrześniowej miasto nie znajdowało się w strefie działań wojennych, a jedynym incydentem było zrzucenie dwóch bomb w sąsiedztwie dworca. Opalenica dała nazwę batalionowi ON „Opalenica”. Miasto znalazło się na terenach wcielonych do III Rzeszy. 7 grudnia 1939 roku nastąpiły pierwsze wysiedlenia Polaków do Generalnego Gubernatorstwa. 16 marca 1940 roku aresztowano proboszcza, ks. Teodora Zimocha, który został osadzony w obozie Dachau, a następnie przeniesiony do obozu w Gusen, gdzie zmarł 29 listopada 1940. W 1943 roku nazwa miejscowości została zmieniona na Oppenbach. 26 stycznia 1945 roku do Opalenicy wkroczyła bez walk Armia Czerwona.

## Gospodarka

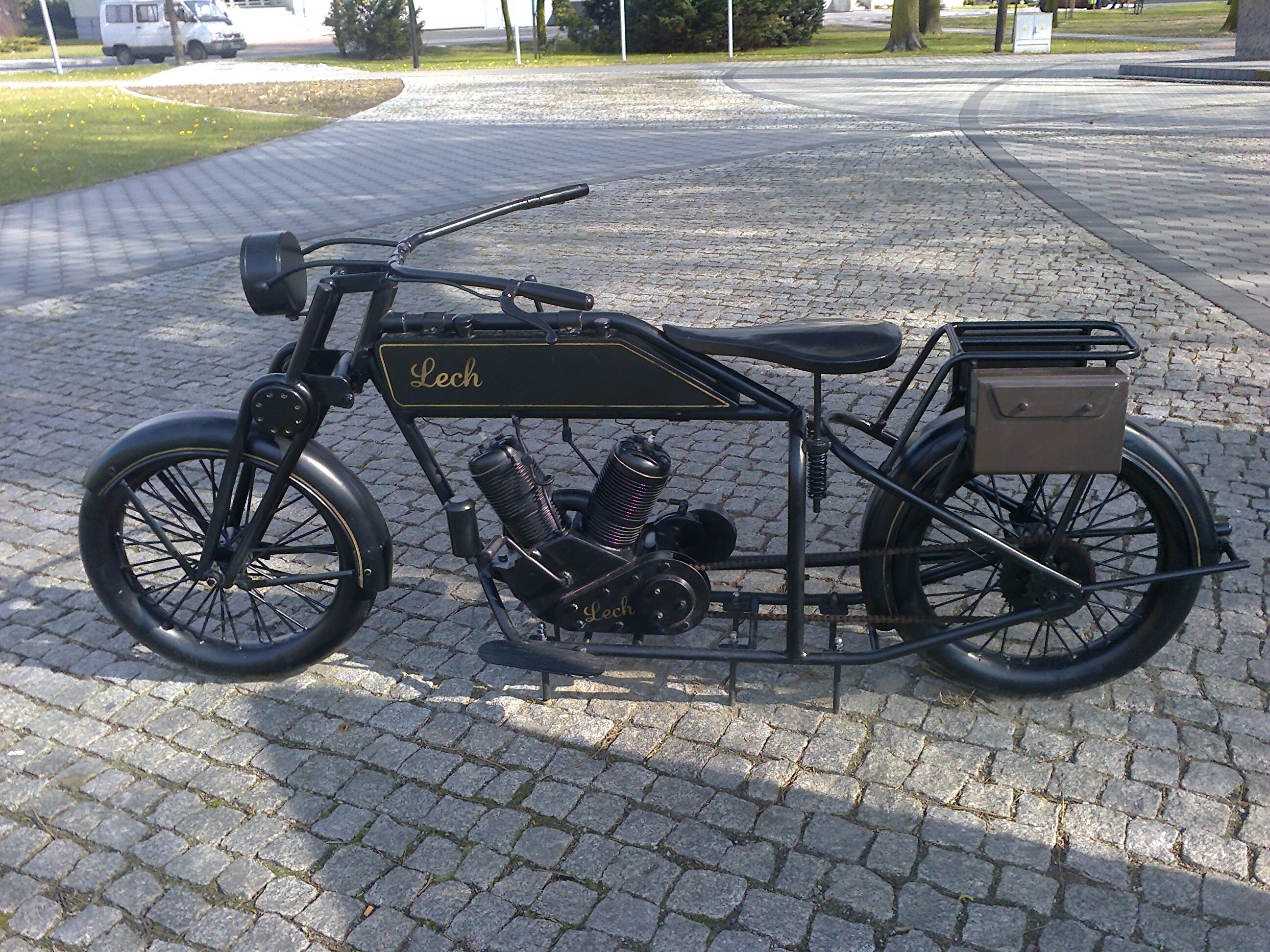
Replika motocykla Lech zaprojektowanego i zbudowanego w Opalenicy w okresie II RP.

W pierwszej połowie XIX wieku w Opalenicy dominującą dziedziną działalności wytwórczej było sukiennictwo produkujące sukno w manufakturach. Dopiero w drugiej połowie tego wieku w mieście zaczęły rozwijać się większe zakłady przemysłowe: cukrownia, fabryka cementu, fabryka wyrobów piaskowych, wytwórnia acetylenu oraz browar.

### Okres międzywojenny
W okresie II Rzeczypospolitej miasto miało charakter usługowo-handlowy. Największymi pracodawcami były miejscowa cukrownia oraz PKP.
Opalenica jest również miejscem narodzin pierwszego polskiego motocykla o nazwie Lech. W latach 1929–1932 funkcjonowała założona przez Wacława Sawickiego, inż. Władysława Zalewskiego oraz opaleniczanina Józefa Braniewicza pierwsza w Polsce fabryka motocykli o symbolicznej nazwie „LECH”. Był to pierwszy polski motocykl produkowany seryjnie, w którym główne elementy konstrukcyjne takie jak silnik, rama, przednie zawieszenie były efektem pracy i myśli jego konstruktora inż. Władysława Zalewskiego. Motocykl został po raz pierwszy publicznie zaprezentowany w 1929 roku na Powszechnej Wystawie Krajowej w Poznaniu. Pojazd został wyróżniony srebrnym medalem tejże imprezy. Niekorzystne przepisy celne, brak konkretnego zainteresowania ze strony resortu obrony utrudniały odpowiedni i zakładany przez pomysłodawców rozwój fabryki. Do zaprzestania produkcji w 1932 roku przyczyniły się także nieudane próby przekształcenia firmy w spółkę akcyjną oraz skutki światowego kryzysu gospodarczego.

### Okres PRL
W okresie PRL największym zakładem produkcyjnym była druga co do wielkości w Polsce cukrownia „Opalenica”. Funkcjonowały także: Spółdzielnia Inwalidów „Krosno” produkująca tkaniny dekoracyjne i stylonowe oraz ok. 40 warsztatów rzemieślniczych.

## Demografia
- Piramida wieku mieszkańców Opalenicy w 2014 roku.

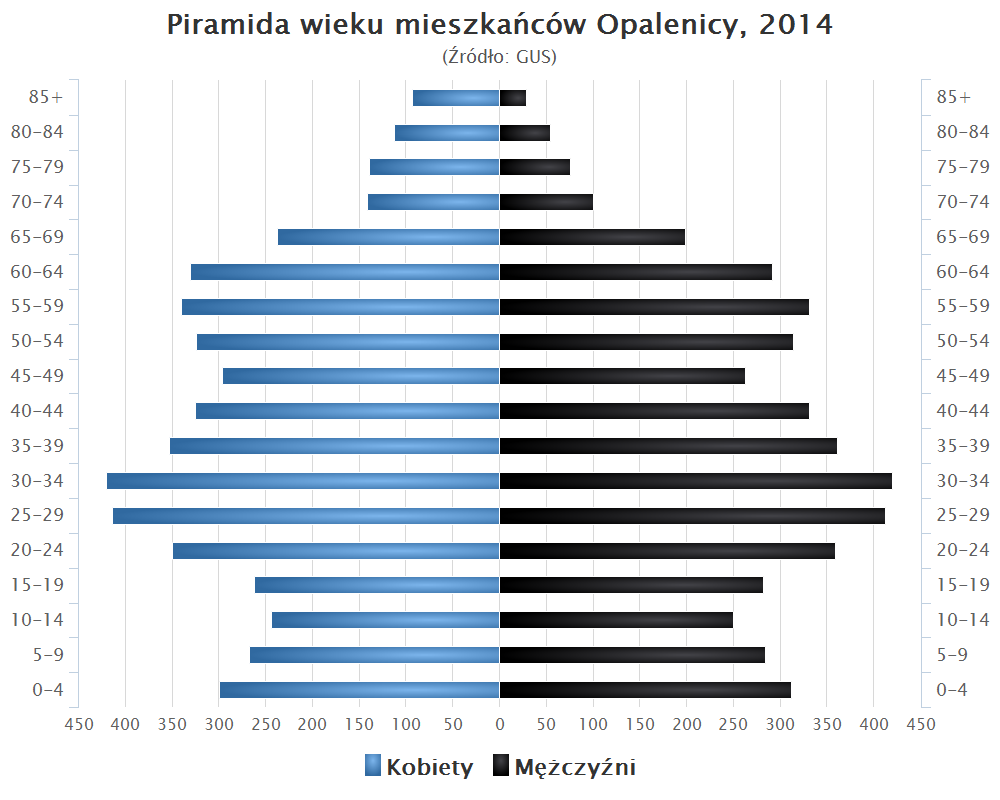

## Zabytki

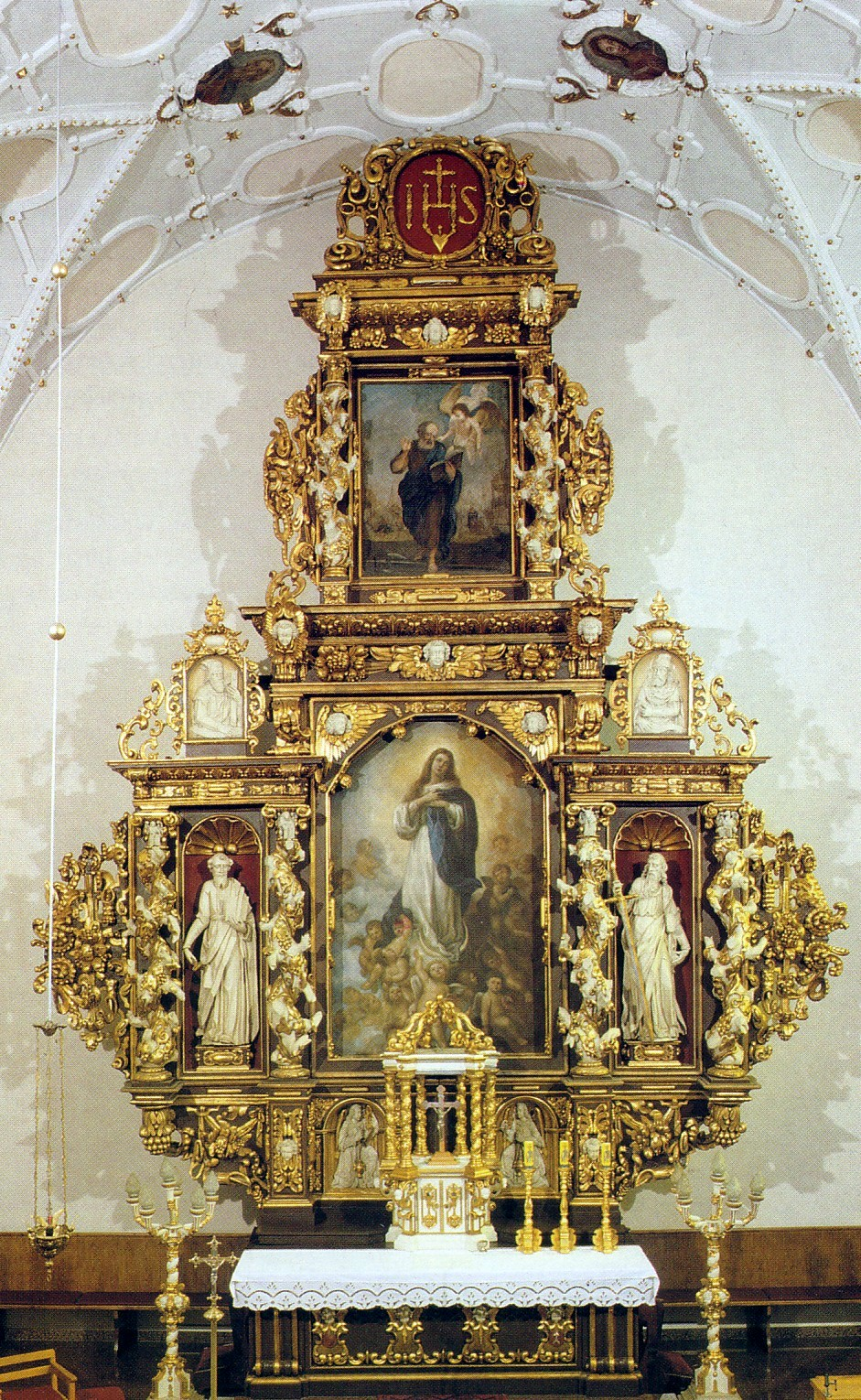
Ołtarz główny kościoła św. Mateusza w stylu manierystycznym

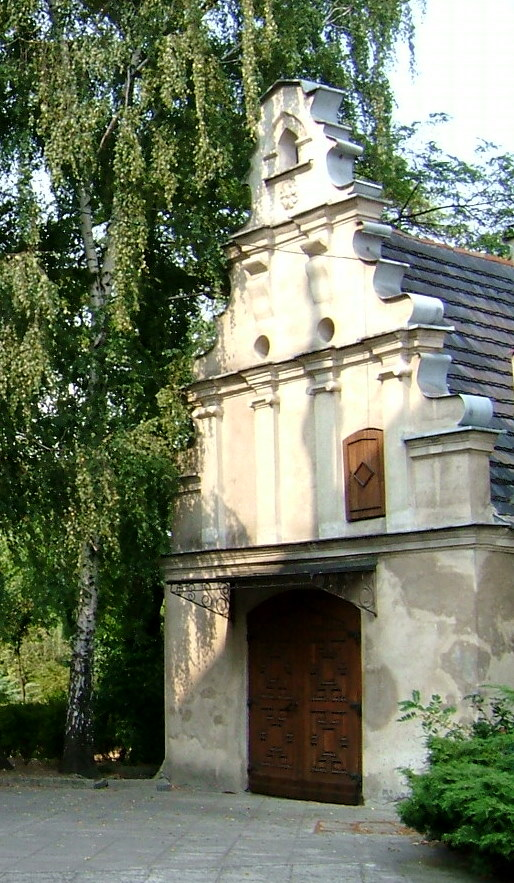
Kaplica cmentarna w Opalenicy

Miasto nie posiadało nigdy murów obronnych, gdyż w razie niebezpieczeństwa mieszkańcy chronili się w murach pobliskiego zamku. Sprawiło to, że Opalenica zawsze posiadała raczej luźną zabudowę, zdeterminowaną także przez podmokły teren. Na prostokątnym rynku, z którego wychodziły tylko trzy ulice, znajdował się drewniany ratusz. Do chwili obecnej zachowała się charakterystyczna dla małych miasteczek wielkopolskich parterowa zabudowa rynku. Z ważniejszych zabytków należy wymienić następujące:
- Późnogotycki kościół pw. św. Mateusza – pierwszy drewniany kościół powstał w Opalenicy został ufundowany 29 września 1401[5]. Rozebrano go w roku 1603. Na jego miejscu Jan Opaliński herbu Łodzia, właściciel Opalenicy, kazał zbudować murowaną świątynię w stylu gotyckim, którą mistrz Wojciech Ruda wzorował na poznańskim kościele NMP, znajdującym się w pobliżu katedry. Była to jednonawowa budowla pierwotnie bez wieży. Od strony północnej wybudowano piętrową kaplicę, otwierającą się na nawę poprzez trzy arkadowe łuki. Budowę tej świątyni ukończono w roku 1620. Prezbiterium pokryto dwuprzęsłowym sklepieniem kolebkowym z lunetami, ozdobionym stiukami oraz tondami z freskami czterech ewangelistów. Czteroprzęsłowa nawa została pokryta murowanym sklepieniem opartym na sześciu ośmiobocznych filarach, usytuowanych w dwóch rzędach. Filary te wraz ze sklepieniem zostały wyburzone w roku 1929, a nawę przykryto drewnianą, tynkowaną konstrukcją, imitującą sklepienie kolebkowe z lunetami, podobne do tego w prezbiterium. W II poł. XVII w od strony południowej dobudowano niewielką kwadratową kaplicę, w której podziemiach znaleźli spoczynek członkowie rodu Opalińskich. Kaplica ta, pw. Przemienienia Pańskiego, zawaliła się w roku 1837, ale wkrótce ją odbudowano. Natomiast wieża, przylegająca do zachodniej fasady kościoła, spłonęła w czasie pożaru miasta w roku 1731 i – pomimo wielu starań – nigdy jej nie odbudowano. Dopiero w roku 2001 wybudowano nową, wolno stojącą dzwonnicę, nawiązującą stylem do świątyni.
- Kaplica cmentarna (kostnica, albo śmiertelnica) w stylu manierystycznym (I połowa XVII w.) przy kościele św. Mateusza. Wokół kościoła znajdował się cmentarz, który zlikwidowano w II połowie XIX wieku, przenosząc kości zmarłych do podziemi kaplicy. Podobnie była wykończona fasada kościoła, o czym świadczą zachowane pozostałości elewacji świątyni.
- Neoklasycystyczna plebania, położona w parku przy kościele św. Mateusza. Swoim kształtem nawiązuje do szlacheckich dworków: posiada trzykolumnowy portyk oraz dwuspadzisty dach z naczółkami. Budynek wybudowano na miejscu poprzedniej drewnianej plebanii, sięgającej początku XVII wieku.
- Ratusz – pochodzi z roku 1897. Wybudowany przez architekta Dolciusa z Grodziska Wielkopolskiego w stylu eklektycznego historyzmu, nawiązującego do renesansu. Ozdobna wieżyczka przywołuje na pamięć poprzedni XVII-wieczny, drewniany ratusz, który znajdował się na środku rynku, a który został przeznaczony do rozbiórki. Natomiast obecny znajduje się w głębi jednej z ulic wychodzących z rynku, naprzeciw kościoła i budynku szkoły. Architekt sporządził kilka projektów, spośród których władze miasta wybrały najbardziej odpowiedni.
- Kościół pw. św. Józefa – wybudowany w roku 1900 jako zbór ewangelicki (architekt: Ludwig von Tiedemann). Budynek w stylu neogotyckim został przejęty przez kościół katolicki w roku 1945. W roku 1980 została przy nim utworzona osobna parafia św. Józefa w Opalenicy, a pierwszym proboszczem został ks. Bolesław Kryś. W kościelnym prezbiterium znajdują się oryginalne witraże przedstawiające spotkanie zmartwychwstałego Chrystusa z Marią Magdaleną. Na bocznej ścianie znajduje się XVIII-wieczny obraz św. Rocha z Montpellier (patrona zadżumionych, przedstawionego w stroju pielgrzyma z psem przy nodze, na której widoczny jest guz), pochodzący z kościoła św. Mateusza.
- Wiatraki – Nieopodal drogi prowadzącej do Grodziska, przy ul. Młyńskiej, znajdowały się trzy drewniane wiatraki. Jeden z nich, po konserwacji dokonanej pod koniec lat 70. XX wieku, spłonął podpalony przez piromana w roku 1983. Drugi z wiatraków rozebrano, gdyż groził zawaleniem. Natomiast trzeci wiatrak spłonął w 2004 roku.

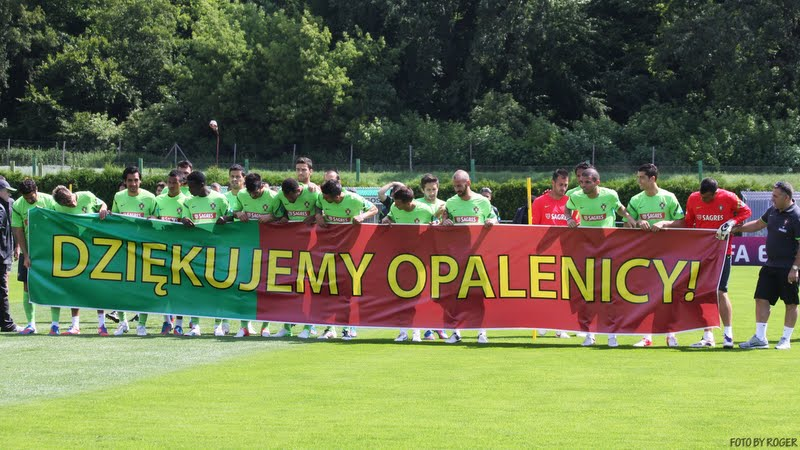
Reprezentacja Portugalii w Opalenicy podczas Euro 2012

## Transport
Opalenica do niedawna była węzłem kolejowym. Przez miasto przebiega magistrala kolejowa Kunowice – Warszawa, która zapewnia bezpośrednie połączenia Opalenicy m.in. z Poznaniem i Zieloną Górą. Linia do Lwówka (wąskotorowa) została ostatecznie rozebrana podczas budowy autostrady A2, linia z Kościana jest już nieużywana do przewozów pasażerskich.
Przez miasto przebiega droga wojewódzka nr 307 Poznań – Nowy Tomyśl. Obwodnica miasta w ciągu drogi nr 307 została otwarta w 2014 r.

## Oświata
Pierwsza wzmianka o szkole w Opalenicy pochodzi z 1607.
- Szkoła Podstawowa z Oddziałami Dwujęzycznymi w Opalenicy im. Andrzeja i Władysława Niegolewskich
- Liceum Ogólnokształcące im. Prymasa Tysiąclecia Księdza Stefana Kardynała Wyszyńskiego w Opalenicy
- Zespół Szkół w Opalenicy

## Wspólnoty wyznaniowe
- Kościół rzymskokatolicki:
  - parafia św. Józefa
  - parafia św. Mateusz
- Świadkowie Jehowy:
  - zbór Opalenica (Sala Królestwa ul. Milczyńskiego 11)[31]

## Współpraca międzynarodowa[32]
- Zevenbergen (1991)
- Königslutter am Elm (1998)
- Storkow (Mark) (2003)
- Gródek (2010)
- Nieman (2010)